# Antoni Seguí Bennàssar
Antoni Seguí Bennàssar, mestre i poeta, com ell mateix es denominava, va ser un poeta mallorquí.

## Biografia
Va néixer al Port de Pollença, Mallorca, el 29 d'abril de 1927.
Va obtenir el títol de Batxiller Superior amb examen d'Estat el 1946, Mestre de Primera Ensenyança el 1952, Mestre Nacional el 1958 i professor elemental de la Llengua Catalana el 1969. Professionalment va exercir durant uns mesos com a provisional a Muro, però seguidament va desenvolupar la seva tasca docent al Port de Pollença. Primer com a interí i després en propietat, a la desapareguda Escola Nacional Unitària d'Orientació Marítima i Pesquera del Port de Pollença, de 1953 a 1968. Posteriorment passà, en propietat, a l'Escola Nacional Miquel Capllonch, avui Col·legi Públic, on ocupà el càrrec de director, de 1968-1977, i després com a mestre, fins a la seva jubilació voluntària, el 1989. Antoni Seguí, a més de preocupar-se per les tasques pròpiament educatives, es va interessar des de bon començament per les activitats extraescolars. De fet, inicià la publicació del periòdic escolar Bocchoris, en una data tan primerenca com és el 1968.
Igualment, va destacar per la seva implicació social en la comunitat del Port de Pollença. En aquest sentit, va ocupar les secretaries de la Confraria de Pescadors, del Circulo Cultural, Associació Iniciatives Turístiques, Associació de Persones Majors.
També fou regidor de l'Ajuntament de Pollença entre el 6 de febrer de 1955 fins al 4 de novembre de 1960. Com no podia ser d'altre forma, va destacar per la seva preocupació per millorar i fomentar la situació del Port de Pollença, Eu Moll, especialment les seves infraestructures.
Bona part d'aquesta labor social dedicada al seu entorn més immediat, es va veure reflectida també en la seva faceta de periodista. Els seus articles com a corresponsal del Diario de Mallorca, corresponsalia que va ocupar, entre 1959-1984, amb el pseudònim de A. S. Boccoritano, són un fidel testimoni de la dedicació d'Antoni Seguí al seu poble, i molt especialment al Moll (Port de Pollença). Un pic i un altre va donar a conèixer a tots els mallorquins els petits i grans esdeveniments protagonitzats en aquell indret, i també va denunciar, quan va fer falta, els problemes i mancances. Tanmateix, no només col·laborà a la premsa regional, també va tenir temps per escriure articles a tot periòdic sorgit al terme de Pollença; com són els casos de El Gall, Ponent, L'Espira, Cala Murta i Punt informatiu Pollença.
A tot això s'han d'afegir multitud de conferències impartides tant a Pollença com en el Port, sempre relacionades amb la cultura, la història o la poesia. Al marge dels seus escrits periodístics, ha destacat corn a divulgador de l'obra de Miquel Costa i Llobera.
En aquest sentit va publicar, Supervivència de Miquel Costa i Llobera. Dades per a la Historia, commemoració del cinquantenari de la mort del Poeta, el 1973. Obra en la qual es pot resseguir tot el conjunt d'activitats que varen dur a terme en el referit homenatge, a més dels principals protagonistes implicats. També s'ha publicat el seu pregó titulat, Bocchoris i els seus Foners, pregó de festes de La Patrona de Pollença de l'any 1977, editat el 1985.
Antoni Seguí també destacar en el camp de la poesia i la creació literària. Té poemes dispersos publicats a Ponent, Sa Roqueta, Bajarí, Autores-Lectores, Arboleda, Tres Branques d'un mateix Pi, i a diverses corones poètiques i anuaris espanyols i estrangers. Els poemaris publicats són: L'amor en quart creixent, del 1977; Un llorer per a Costa i Llobera, de 1982. A més va reeditar Poesies, del pollencí Joan Guiraud Rotge, el 1985.
Va obtenir els següents guardons: Englantina en els II Jocs Florals de Felanitx,1967; Rosa d'Or de la Pau en el V Certamen Poètic-Literari de la Mare de Déu de la Pau de Castellitx, Algaida el 1972; Rosella de la Plata en els I Jocs Florals de Sineu el 1980; Primer Premi en el X Concurs -bilingüe- de Poesia de l'Agrupació Hispana d'Escriptors, A.H.E el 1986; i d'altres secundaris, entre els quals anotem el segon premi en el III Concurs de Gloses, el 1993. També va rebre altres distincions: Govern Balear: Conselleria de Cultura, Educació i Esports. (Direcció General d'Educació). Mestres i Artistes, Homenatge. International Biographical Centre. Cambridge, England. i America Biographical Institute. Raleigh EUA.
Antoni Seguí Bennàssar va morir a Port de Pollença el 03 de juny de 2002.

## El record

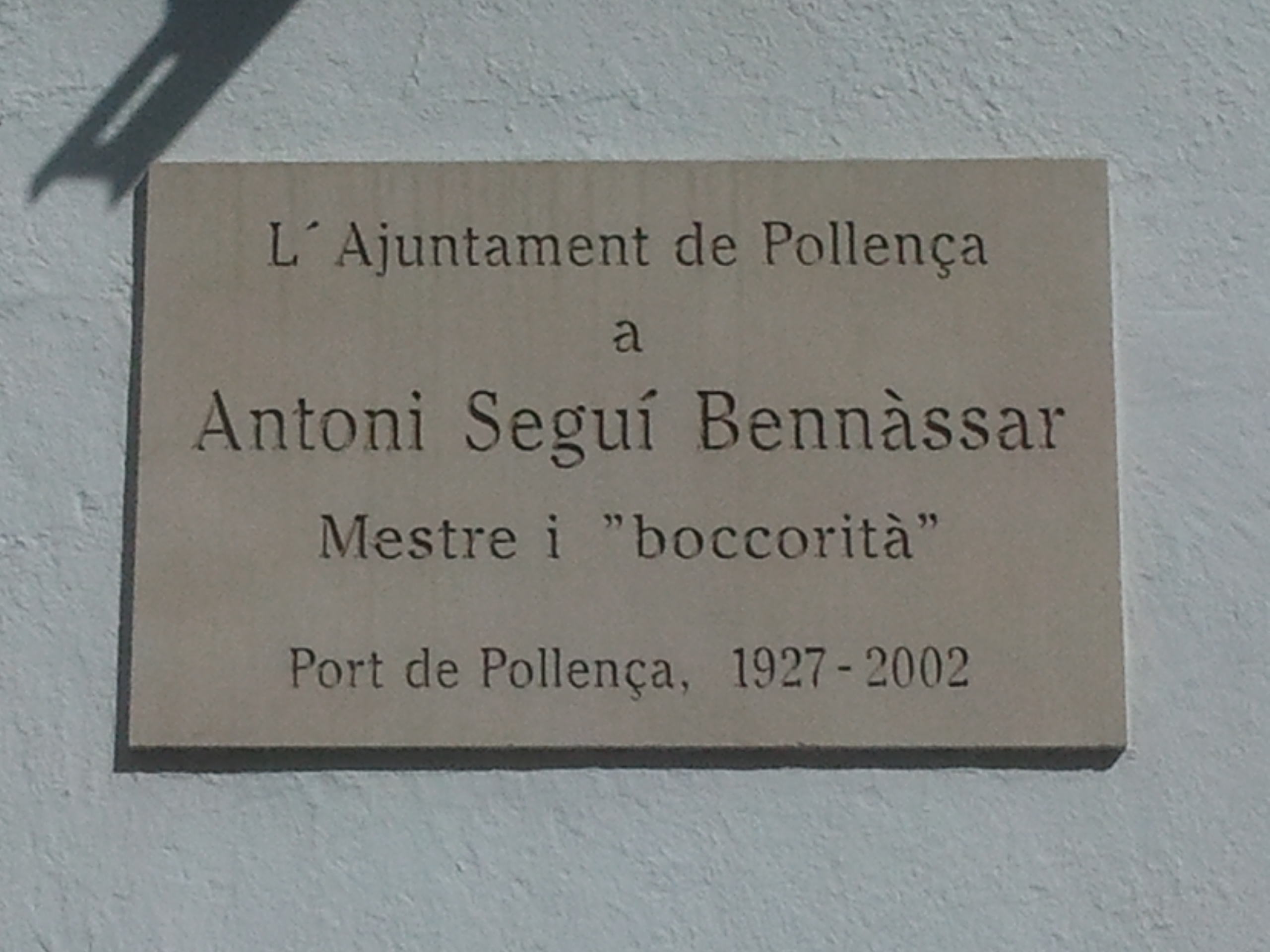
Placa commemorativa Antoni Seguí Bennàssar.

El Ple de l'Ajuntament de Pollença, en sessió celebrada dia 25 d'octubre de 2007, va aprovar l'inici de l'expedient per a la dedicació d'un carrer del municipi al Sr. Antoni Seguí i Bennàssar.
El dia 15 de juliol de 2008, per les festes de la Verge del Carme de Port de Pollença, l'Ajuntament de Pollença col·locà una placa commemorativa a la façana de la casa on sempre va viure, al número 2 del carrer Formentor del Port de Pollença. L'Ajuntament de Pollença a Antoni Seguí Bennàssar Mestre i boccorità. Port de Pollença, 1927-2002.

## Destaquen dins la seva obra
Els seus dos poemaris publicats: L'amor en quart creixent de 1977 i Un llorer per a Costa i Llobera de 1982.
Cal destacar també les tres vessants fonamentals de la seva obra literària: 
1. l'amor
2. la mallorquinitat i fidelitat costailloberiana
3. la fe i l'espiritualitat

La qual cosa podem veure a través de les seves col·laboracions en Ponent quaderns literaris.
L'amor: En Ponent quaderns literaris número XXXIII-XXXIV de 1964, el seu sonet Obsessió és una mostra representativa del seu turmentat caire amorós i que culmina en el segon tercet:
| « | Resulta tan cruel haver de dir: Adéu, amor, ja mai t'he d'oblidar, malgrat fins a la mort sia el sofrir! | » |

La fidelitat costailloberiana, farcida de mallorquinitat, troba a Ponent quaderns literaris tres moments significatius: A Miquel Costa i Llobera (número 1. 47-48, 1968), En el Centenari del Poema L'ARPA de Miquel Costa i Llobera (número 1. 12/II, 1977) i Formentor i Costa (número 1. 15-16/II etapa, 1978). En aquest darrer l'estrofa costailloberia d'El pi de Formentor i l'alexandrí, en la composició d'Antoni Seguí sonen d'aquesta manera:
| « | Quan el meu cor navega solcant aigües incertes i el costellam aguanta els cops de la maror, el meu recel s'arbora fent rutes inexpertes tement ésser un nàufrag per dins platges desertes. I pens en Formentor! | » |

L'espiritualitat, l'aspecte més important de la seva obra, en Ponent quaderns literaris podem trobar cinc poemes fonamentals en la trajectòria del poeta: Perdó, Déu meu!, Nit estival, Primera caiguda, Germanor i Recordant M. Gandhi (número XXIV-XXV de 1962, número XXVII-XXVIII de 1963, número XXXIX-XL de 1966, número 1/IIª etapa de 1975 i número 6/II etapa de 1979).
A Nit estival a través de l'admiració del firmament reblit d'estrelles recrea la bellesa d'una serena nit d'estiu i conclou en el segón tercet d'hendecasíl·labs:
| « | Tant gaudeix l'esperit que s'hi encanta, i esclata sens voler en veu sincera: Déu fou el qui creà bellesa tanta! | » |